# Джохари, Хариш
Хариш Джохари (хинди हरीश जौहरी, англ. Harish Johari; 12 мая 1934, Фаридпур, Уттар-Прадеш — 20 августа 1999, Хардвар, Уттаракханд) — индийский художник, скульптор, композитор, певец, музыкант, педагог, философ, шеф-повар, писатель, популяризатор идеи объединения эзотерических учений индуизма с научными достижениями так называемого западного мира, в одну целостную философско-прикладную систему. Его перу принадлежит более десятка книг по аюрведической медицине, кулинарии, геммологии, астрологии, живописи, философии индуизма, некоторые из них были переведены на русский язык. Автор современной версии настольной игры «Лила», разработанной индийскими мудрецами на основе текстов Вед, Пуран и Смрити.

## Биография
Хариш Джохари родился в деревне Фаридпур, в индийском штате Уттар-Прадеш. Значительную часть своих талантов и широту познаний он унаследовал от родителей. Его отец Банки Бехари Лал Джохари занимал должность судьи, практиковал ведическую астрологию, хатха-йогу, а также проходил обучение в школе веданта. Помимо отца, примером для подражания юному Джохари служила мать Тара Деви, его двоюродный дед, автор более сотни книг, по ведической астрологии и тантре, и другие члены семьи, обитающие с ним в одном доме.
С самого детства Хариш Джохари был одарен острым интеллектом, поразительной памятью и разносторонними артистическими талантами. Однажды не по годам развитый Джохари сказал своему отцу, что он хочет отречься от мира, стать святым, и жить в пещере всю оставшуюся жизнь. Отец мальчика отговорил его от столь опрометчивого поступка. В возрасте трех лет Хариш выступил с речью и процитировал на память революционные стихи на собрании Арья-самадж, посвященном обсуждению Вед и дхармических ценностей.
В 1948 отец Хариша получил назначение верховного судьи в городе Басти, и семья Джохари была вынуждена часто переезжать в такие города, как Джаунпур, Банда, Рампур и Сахаранпур. Поэтому юноша получил образование в разных городах. В Джаунпуре он получил степень бакалавра гуманитарных наук. В 1953 он пошел в борцовскую школу, где известный индийский борец обучал его единоборствам, физической культуре и массажу (см. предисловие к его книге «Аюрведический массаж»).
В городе Рампур Хариш стал вхож в круг поэтов и музыкантов, среди которых был Джагдиш Мохан, известный певец и композитор, ставший впоследствии его другом на всю жизнь. Музыка стала ещё одним поприщем, где реализовались его творческие способности и аналитические способности. Эффект, производимый звуком на сознание и нервную систему человека, всегда интересовал Джохари. Его музыкальные опыты обрели форму в медитативных музыкальных произведениях, пении мантр. В Америке и Европе он читал лекции на тему влияния звука на человеческий организм. Сохранилось много аудиозаписей с музыкой и мантрами, в его исполнении.
В 1957 Хариш получает степень магистра философии в колледже города Барейли, а ещё через два года, в 1959 – магистерскую степень по литературе Урду и философии в университете города Лакнау. Несмотря на эти успехи, Джохари углубляется в изучение аюрведических наук, объясняя свой выбор наследованием семейной традиции. Его навыки в поэзии на языке Урду приводят его в компанию суфийских святых, и он обретает хорошую репутацию на поэтических собраниях и соревнованиях.
После смерти отца в 1960, Хариш возвращается домой в Барейли, чтобы поддержать мать и своих шестерых братьев и сестер, не вступивших в брак. В возрасте 27 лет он устраивается секретарем и переводчиком в Lummus Company. После свадьбы, в 1962 бросает работу и осваивает профессию скульптора, используя навыки работы с глиной, известные ему с раннего детства.
Хариш получает первый заказ – ему поручают изготовить гигантскую статую обезьяноподобного бога Ханумана для храма в Барейли. За время работы в храме, он сближается с местными святыми подвижниками. Любознательный Хариш расспрашивает их о разных вещах, начиная со скульптуры, которая украшает храм, заканчивая богами, которых она олицетворяет и ритуалами для поклонения им. Именно тогда он начинает задумываться, над тем, что все явления из области материи, духа и мысли тесно переплетены между собой, и начинает разработку своего собственного мировоззрения, построенного на базе традиционного индуизма. Однако наибольшую работу в храме, по словам самого Джохари, он проделал в качестве бхакти, человека преданно любящего Бога и поклоняющегося ему.
Вместе с этим он развивает навыки живописца. В семье Джохари была традиция рисовать истории из жизни господа Кришны на стене, в виде фресок, ежегодно на день рождения Кришны. Позже его особый стиль рисования был развит под руководством учителя искусств, Мастера Чандра Бала.
В 1967 Хариш знакомится с Дэвидом Падва и доктором Ричардом Алпертом, который позднее стал известным под именем Рам Дасс.
В 1969 Хариша Джохари приглашают в Америку для работы над кинопроектом. Проект вскоре закрывается, однако, благодаря этому, Джохари получает ещё одну возможность выполнить часть своего предначертания. В США его представляют группе художников, ученых и студентов, которые интересуются древней индуистской философией и индийской культурой. Он читает для них лекции и доступно отвечает на их вопросы о принципах Аюрведы, свара-йоги, Тантры, энергетического строения тела, мантр и эффектов, производимых ими на сознание человека.
В 1974 в Америке выходит первая книга Хариша Джохари «Дханвантари. Жизнь по законам аюрведы». За ней издается «Лила – игра самопознания» (англ. "Leela - the game of Cosmic Consciousness"). В том самом году в возрасте сорока лет, Хариш решает вернуться к семье, в Индию.
Начиная с 1976 Хариш регулярно посещает Америку и Европу, где читает лекции по многим дисциплинам, среди которых живопись, индийская философия, чакры, сновидения, нумерология и тд. В том же году книга «Чакры» (англ. "Chakras") публикуется впервые, в Германии. В 1978 впервые состоялась выставка его картин, в художественной галерее, в Амстердаме. В Голландии печатаются почтовые карточки с изображением планет и божеств, работы Джохари. В 1983, в Нью-Йорке Хариш знакомится с Ehud Sperling, который вскоре издает все его книги и аудиокассеты с музыкой, и становится близким другом и доверенным лицом Джохари.
Начиная с 1986 Хариш Джохари пишет 5 книг за четыре года: «Инструменты для тантры»(англ. "Tools for Tantra")(1986), «Целительная сила камней» (англ. "The Healing Power of Gemstones: In Tantra, Ayurveda, and Astrology") и «Лечебная кухня Аюрведы» (англ. "Ayurvedic Healing Cuisine") (1988) (впервые опубликована в Германии), «Дыхание, разум и сознание» (англ. "Breath, Mind, and Consciousness") (1989), «Нумерология» (англ. "Numerology") (1990). Позже, в 1996 году, был опубликован труд «Аюрведический массаж» (англ. "Ayurvedic Massage").
В 1997 Джохари, узнав от 104-летнего астролога Свами Нарайан Риши, что в его созвездии появился лик смерти, переехал с семьей в Хардвар. И хотя в последующие годы Джохари почти полностью сфокусировался на своих учениках, он продолжал писать. В 1997 году было опубликовано «Рождение Ганги» (англ. "The Birth of the Ganga"), а в 1998 «Обезьяна и манговое дерево» (англ. "The Monkey and the Mango Tree").
Хариш Джохари умер 20 августа 1999 году, в своем доме, в городе Хардвар. Последней рукописью, над которой он работал было переиздание «Чакр». Оно было отредактировано и издано уже после его смерти. Другой проект, «The Planet Meditation Kit» вышла в свет в конце 1999 года.
Силами младшей дочерью Хариша, Sapna Johari, его брата Suresh Johari и немецкого иллюстратора Pieter Weltevrede и другими его учениками, в 2002 году была доработана и опубликована его неоконченная книга «Little Krishna», содержащая поучительные сказки для маленьких детей.

## Избранная библиография
На русском языке
- Лила. Игра самопознания. К.: «София», 1999.
- Чакры: энергетические центры трансформации. К.: София, Гелиос, 2001. ISBN 5-220-00171-X, ISBN 5-344-00027-8, ISBN 0-89281-055-6, ISBN 0-89281-054-8
- Инструменты Тантры. Мантры, янтры и ритуалы К.: «София», 2014. ISBN 978-5-906686-40-4